# Bob Krasnow
Robert Alan "Bob" Krasnow (20 de julio de 1934 – 11 de diciembre de 2016) fue un empresario discográfico estadounidense, creador del sello Blue Thumb Records, ejecutivo de Elektra Records y fundador, junto a otros, del Salón de la Fama del Rock and Roll. 

## Biografía
Robert Krasnow nació en Rochester, Nueva York, hijo de Ben Krasnow, artista comercial, y Gertrude Goldstein, ambos de origen judío.
En sus inicios, Krasnow trabajó como agente de ventas de Decca Records. A principios de los 60, fundó MK Records, que lanzó el disco "Report To The Nation," una parodia de la campaña para las elecciones presidenciales de 1960 de John F. Kennedy y Richard M. Nixon.
Dirigió la sucursal de King Records en San Francisco entre 1958 y 1964 antes de fundar Loma Records, sello que dirigió entre 1964 y 1966. En 1966 fue nombrado vicepresidente de Kama Sutra Records en Los Ángeles, donde fundó el sello subsidiario Buddah Records. Descubrió y contrató a Captain Beefheart, para quien produjo su álbum debut Safe As Milk.
Dejó Kama Sutra/Buddah en 1968 para crear en Beverly Hills el sello Blue Thumb Records, con los productores Don Graham y Tommy LiPuma. Entre los artistas que Krasnow llevó a Blue Thumb se encontraban Phil Upchurch, Ben Sidran, Gerry Rafferty, Last Poets, The Credibility Gap, The Crusaders, Hugh Masekela, Southwind, Ike & Tina Turner, the Pointer Sisters, Dave Mason, Dan Hicks and His Hot Licks, Marc Bolan & T.Rex, Arthur Lee, Captain Beefheart, Clifton Chenier, Love, Gábor Szabó, Mark-Almond y John Mayall.
Krasnow presidió Blue Thumb hasta 1974, cuando fue elegido vicepresidente y cazatalentos de Warner Bros. Records, cargo que ocupó hasta 1983, momento en el que pasó a ser ejecutivo y CEO de Elektra/Asylum/Nonesuch Records. Para Warner y Elektra, fichó a artistas como Chaka Khan, George Benson, George Clinton y The Cure. 
Krasnow renunció abruptamente a su posición en Elektra en julio de 1994, el resultado de una amarga lucha interna dentro del grupo Warner Music durante 1994-95 que también llevó a la salida de veteranos y muy respetados ejecutivos de Warner Bros. Records como Mo Ostin y Lenny Waronker. Después de su dimisión fundó Krasnow Entertainment, una empresa conjunta con MCA Music Entertainment Group, con oficinas en Manhattan.
Krasnow falleció el 11 de diciembre de 2016 en Wellington (Florida).